# Комаровка (Неклиновский район)
Комаро́вка — посёлок в Неклиновском районе Ростовской области.
Входит в состав Новобессергеневского сельского поселения.

## Население
| 2010 |
| ---- |
| 412  |

## Улицы
| - ул. Мирная, - ул. Первомайская, - ул. Свердлова, - ул. Советская, | - ул. Степная 1-я, - ул. Транспортная, - ул. Ф. Бережного, - ул. Шоссейная. |